# ديكر هارفي
ديكر هارفي (الاسم العلمي: Cephalophus harveyi) واحد من 19 نوع من الديكر، وجد في تنزانيا، كينيا، جنوب الصومال ووسط إثيوبيا.

## اقرأ كذلك
- قائمة مزدوجات الأصابع حسب العدد